# Pluto Nash
Pluto Nash (ang.: The Adventures of Pluto Nash) – amerykańsko-australijska komedia fantastycznonaukowa z roku 2002 w reż. Rona Underwooda. 

## Fabuła
Jest rok 2087. Na Ziemi brakuje miejsca dla kolejnych ludzi, jest zbyt przeludniona dla kolejnych pokoleń. Ludzie wyruszają na poszukiwania nowych miejsc nadających się do życia. Okazuje się, że jednym z takich miejsc jest Księżyc. Zamieszkuje tam Pluto Nash, były gangster, który postanawia otworzyć tam klub nocny. 

## Obsada
- Eddie Murphy jako Pluto Nash / Rex Crater
- Randy Quaid jako Bruno
- Rosario Dawson jako Dina Lake
- Joe Pantoliano jako Mogan
- Jay Mohr jako Anthony Frankowski vel Tony Francis
- Luis Guzmán jako Felix Laranga
- Peter Boyle jako Rowland
- James Rebhorn jako Belcher
- Pam Grier jako Flura Nash, matka Pluto Nasha
- John Cleese jako James
- Illeana Douglas jako dr Mona Zimmer
- Burt Young jako Gino
- Lillo Brancato jako Larry
- Miguel A. Núñez Jr. jako Miguel
- Alec Baldwin jako Michael Zoroaster Marucci
- Audrey Wasilewski jako kelnerka
- Serge Houde jako agent FBI